# Lerista varia
Lerista varia är en ödleart som beskrevs av  Storr 1986. Lerista varia ingår i släktet Lerista och familjen skinkar. Inga underarter finns listade i Catalogue of Life.